# Marbun Toruan
Marbun Toruan is een bestuurslaag in het regentschap Humbang Hasundutan van de provincie Noord-Sumatra, Indonesië. Marbun Toruan telt 1072 inwoners (volkstelling 2010).